# Risliden
Risliden is een plaats in de gemeente Norsjö in het landschap Västerbotten en de provincie Västerbottens län in Zweden. De plaats heeft 67 inwoners (2005) en een oppervlakte van 23 hectare. De plaats ligt aan het meer Inre Kippträsket.